# Dicarpellum
Dicarpellum é um género botânico pertencente à família Celastraceae.